# Piaçabuçu
Piaçabuçu is een gemeente in de Braziliaanse deelstaat Alagoas. De gemeente telt 18.087 inwoners (schatting 2009).
De gemeente grenst aan Penedo, Feliz Deserto, Brejo Grande en de Atlantische Oceaan.